# 泾川县文汇足球俱乐部
泾川县文汇足球俱乐部，简称泾川文汇，是一支位于中国甘肃省平凉市泾川县的业余足球俱乐部，成立于2013年。

## 歷史
2013年，平凉市决定举办第一届全市足球联赛，在泾川县体育部门工作的足球爱好者王臻自費注册了744300足球俱乐部，744300是泾川县的邮政编码。最初球员是当地的业余足球爱好者，职业多为公职人员或个体户。俱乐部组建后得到泾川县重点业余体校的支持，2013至2016年，該俱樂部连续四年获得平凉市足球联赛冠军。2014年，王臻和朋友吕斌武合作，吕斌武旗下的泾川文汇传媒科技有限公司开始赞助俱乐部。2017年9月12日，泾川县臻品体育文化有限公司成立并成为俱乐部赞助商，俱乐部更名泾川臻品足球俱乐部。2018年代表平凉市参加甘肃省第十四届运动会获得大众五人制第四名，青少年组十一人制第六名。同年，泾川县建成一個总面积47826.9平方米的封闭式体育场，免费给泾川文汇足球俱乐部使用。2019年获得平凉市“双星杯”五人制足球冠军。2020年獲得平凉市第五届运动会青少年组、大众组五人制足球冠军。俱乐部名來自赞助商泾川文汇传媒科技有限公司。
2021年，北海极驰足球俱乐部由于在广西足球超级联赛成绩不佳，未取得當年的中国足球协会会员协会冠军联赛参赛资格，决定与泾川文汇合作参加中国足协赛事。为报名参加中冠联赛，8月初，吕斌武在泾川县民政局注册泾川县文汇足球俱乐部。，北海极驰领队姚军率领多名职业球员组成的足球队以泾川文汇一线队的名义参加當年的中国足球协会会员协会冠军联赛並获得第15名。，并获下一赛季中国足协杯参赛资格。2022年俱乐部继续参加中冠联赛，取得第14名。11月，泾川文汇一线队在2022年中国足协杯比赛中爆冷淘汰了北京国安，是中国足球历史上业余俱乐部第三次在足协杯战胜中超俱乐部。最终俱乐部在下一轮惜败于济南兴洲。11月20日，甘肃省平凉市体育局表示，即將建成的平凉市体育公园将成为泾川文汇足球俱乐部免费的训练基地和主场。但姚军的球队2022年在中国四处征战，加之聘请专业的教练团队的高额薪资以及足协杯晋级增加了额外支出，让缺少商业开发的俱乐部面临资金难题，一度拖欠球员工资和足协杯奖金。2023年，北海极驰与泾川文汇合作关系结束，泾川文汇另组队参加中冠联赛。

## 荣誉
| - 平凉足球超级联赛 - 冠军：2013，2014，2015，2016 - 亚军：2019，2023 - 季军：2020，2021 - 泾川足协杯 - 季军：2021 | - 平凉市运动会大众组五人制足球赛 - 冠军：2016，2020 - 泾川县全民运动会大众组五人制足球赛 - 冠军：2019 |